# Makawao
Makawao es un lugar designado por el censo ubicado en el condado de Maui en el estado estadounidense de Hawái. En el año 2000 tenía una población de 6327 habitantes y una densidad poblacional de 522.7 personas por km².

## Geografía
Makawao se encuentra ubicado en las coordenadas 20°51′13″N 156°19′1″O / 20.85361, -156.31694. Según la Oficina del Censo, la localidad tiene un área total de 12,1 km² (4,7 mi²), de la cual 12,1 km² (4,7 mi²) es tierra y 0 km² (0 mi²) (0%) es agua.

## Demografía
Según la Oficina del Censo en 2000 los ingresos medios por hogar en la localidad eran de $46. 681, y los ingresos medios por familia eran $50 145. Los hombres tenían unos ingresos medios de $32 917 frente a los $26 955 para las mujeres. La renta per cápita para la localidad era de $18 776. Alrededor del 7.4% de las familias y del 9.6% de la población estaban por debajo del umbral de pobreza.